# 黄昏EVOLUTION＃3
『黄昏EVOLUTION#3』は3B LAB.☆Sの4枚目のアルバム。

## 概要
- 3ピース時代としては最後のアルバムである。
- このアルバムがリリースされたころはまだ正式にメンバーとして入ってはいないが、SHOJI　METASONIKがアルバム制作にかかわっているため、あらゆる曲にキーボードサウンドが取り入れられている。
- 初回盤は6thシングル「Let's HappiecE Life!」のPVを見ることが出来る。
- シークレットトラックとして13曲目に「感激叙情歌」が収録されていて、歌詞はCDのセットしてある部分を外すと見えるようになっている。
- 「感激叙情歌」の歌詞の真ん中にある写真には、「3BLAB.☆S」の記述がある。

## 収録曲
1. Opening Of The Evolution
ネット上で公開されているウェブラジオ「週刊3B LAB.☆S」でもオープニングとして一時期流れていた。
2. Hi-Fi
「DAYの進化版」といった旨の内容を話していた。後のアルバム「日本＃5」にはこの曲のバンドアレンジ版が収録されている。
3. 嗚呼初恋 ver.1.5
5thシングル「嗚呼初恋」のアレンジ版でキーボードサウンドが取り入れられている。
4. 新しき旅立ちの歌
本来こちらが6thシングルとしてリリースされるはずだった。
5. HIGHWAYSTAR☆
歌詞に出てくる「good felows」とは、岡平のバイクチームのことである。
6. STIMLATION
千葉貴俊が作曲・作詞を担当する曲。
7. 我武者羅
8. 恋の花
岡平の高校時代の話がモチーフ。
9. Let's HappiecE Life!
6thシングル。
10. 僕らの為に書いた真実の歌
11. 団塊世代
岡平の両親が団塊世代ということで出来た曲。
12. everyone~同窓会~